# Vidueiros (Pontevedra)
Vidueiros (llamada oficialmente Santa María de Bidueiros) es una parroquia española y un lugar situado en el municipio de Dozón, en la provincia de Pontevedra, Galicia.

## Otras denominaciones
La parroquia también se denomina Santa María de Vidueiros o Santa María P. de Vidueiros.

## Entidades de población
Entidades de población que forman parte de la parroquia:
- Amear
- Gouxa (A Gouxa)
- Pallota (A Pallota)
- Ruiriz (Roiriz)
- San Martín (San Martiño)
- Vidueiros (Bidueiros)

## Demografía
| Gráfica de evolución demográfica de Vidueiros (parroquia) entre 2000 y 2020 |
|                                                                             |
| Datos según el nomenclátor publicado por el INE.                            |

| Gráfica de evolución demográfica de Vidueiros (lugar) entre 2000 y 2020 |
|                                                                         |
| Datos según el nomenclátor publicado por el INE.                        |